# Dragon Quest IX: Le sentinelle del cielo
Dragon Quest IX: Le sentinelle del cielo (ドラゴンクエストIX 星空の守り人?, Doragon Kuesuto Nain Hoshizora no Mamoribito, lett. Dragon Quest IX: Le sentinelle dei cieli stellati), è un videogioco prodotto dalla Square Enix (casa di sviluppo nipponica nota per aver creato la saga di Final Fantasy), e progettato dagli sviluppatori della Level 5 (conosciuta per la creazione di videogiochi di ruolo come Dark Chronicle e Rogue Galaxy). I protagonisti, i mostri e i luoghi sono stati disegnati da Akira Toriyama, l'autore di Dragon Ball.
Dragon Quest IX è un videogioco di ruolo di stampo classico e ruota intorno alla storia di un "Eroe" (è possibile sceglierne il nome ad inizio gioco) che svolge il ruolo di Celestiale, una sorta di angelo alato la cui missione è sorvegliare il luogo della terra (chiamata Protettorato) a lui assegnatogli. Nel suo caso si tratta del villaggio di Cascate Angeliche.
Dragon Quest IX introduce nuove caratteristiche per la serie: è il primo capitolo ad essere lanciato su console portatili, ad aver sostituito gli incontri casuali con nemici su mappa (tranne nelle fasi a bordo della nave) e ad aver introdotto una modalità di gioco multiplayer. Inoltre, è stato concepito per essere più difficile del precedente capitolo.
Le vendite del gioco hanno stabilito nuovi record in Giappone, al punto che gli incassi hanno fatto modificare alcuni piani commerciali della Nintendo. Dragon Quest IX è inoltre entrato nel Guinness World Record perché, tramite la Chance Encounter Mode, in Giappone più di 100 milioni di persone hanno comunicato anonimamente, com'è stato riportato il 20 maggio 2010.

## Trama
Dragon Quest IX comincia in un luogo chiamato "L'Osservatorio", il regno volante dei Celestiali, angeli alati il cui compito è vegliare sul Protettorato (il mondo degli umani). Il protagonista è un celestiale al quale è stato assegnato il compito di sorvegliare sul villaggio di Cascate Angeliche. Grazie prima all'aiuto del suo mentore Falko e poi contando sulle sue sole forze, l'eroe riesce a raccogliere una grande quantità di Benessenza, la forma concreta delle preghiere che gli umani dedicano ai Celestiali. Tale Benessenza viene raccolta da centinaia di anni dai vari Celestiali per risvegliare Yggdrasil, il grande Albero del Mondo, che cresce sulla sommità dell'Osservatorio. Secondo un'antica leggenda infatti, una volta che l'albero, carico della Benevolenza degli umani, darà i suoi frutti, i Celestiali potranno ascendere al Regno del Misericordioso (il Dio del mondo di Dragon Quest IX) tramite un treno fatato (chiamato Espresso Celeste) e vivere con lui per l'eternità.
Dopo aver raccolto una grande quantità di Benessenza ed averla donata ad Yggdrasil, questo, finalmente, dà alla luce sette frutti di colore giallo, che emanano un forte bagliore. Improvvisamente però, l'Osservatorio viene colpito da dei raggi di colore viola provenienti dal Protettorato: alcuni Celestiali (tra cui l'eroe) ed i sette frutti cadono nel mondo degli umani.
Svegliatosi a Cascate Angeliche, l'eroe si accorge di aver perso le ali e tutti i tratti che lo accomunavano ai Celestiali: sembra essere diventato un umano a tutti gli effetti e le altre persone possono vederlo tranquillamente. Comincia così il suo viaggio, alla ricerca di un modo per tornare all'Osservatorio e capire cosa sia successo. Insieme a lui viaggia anche la fata Stella, la guidatrice dell'Espresso Celeste, che giace incapace di muoversi in una foresta.
Dopo essere riuscito a caricare l'Espresso Stellare grazie alla Benevolenza raccolta dopo aver aiutato molte persone, l'eroe riesce a ritornare all'Osservatorio, ma, di nuovo in forma umana, decide di cercare i sette frutti caduti da Yggdrasil. Viene così a scoprire che ogni frutto ha la capacità di far realizzare i desideri delle persone che lo mangiano, ma sempre con effetti negativi: uno scultore che voleva conservare la sua città di pietra lontano da eventuali danneggiatori, ad esempio, evoca inconsapevolmente un enorme mostro a guardia della città stessa. Una Lucertola che voleva diventare un uomo, per sposare la sua padrona, diventa inconsapevolmente un mostro orribile. Un prete assetato di potere, che voleva dominare su tutti diventa una creatura spaventosa, un Professore che voleva insegnare la Disciplina ai suoi studenti, mangia il frutto sacro, e diventa un uomo con la testa da drago e il corpo da orso, un normale mostriciattolo trova inconsapevolmente il frutto, lo mangia e diventa un mostro gigante e ripugnante;questo mostro poi, si trasformerà in una bella fanciulla, e userà questo aspetto per entrare in possesso delle Terre di un Re.
Alla fine, l'eroe riesce a raccogliere tutti e sette i frutti, ma viene attaccato dal suo mentore Falko quando sta per ritportarli all'Osservatorium a bordo dell'Espresso Celeste. Successivamente, viene sbalzato giù dalla vettura da un enorme drago nero, atterrando al villaggio di Filavia e, successivamente, a Superia. Qui viene a conoscenza delle storie di diversi secoli fa, quando l'Impero di Dimun terrorizzava il mondo grazie al suo drago nero Barbarus e, solo grazie all'intervento del drago bianco Dragriphon, celebrato come una vera e propria divinità, la minaccia di Dimun poté scomparire.
Ma, dopo aver parlato con Dragriphon riguardo al drago nero che lo ha attaccato a bordo dell'Espresso Stellare, l'eroe scopre che, in un modo misterioso, l'Impero di Dimun è risorto e così anche il drago Barbarus, che uccide Dragriphon, sacrificatosi per far sì che il colpo del suo antagonista non distruggesse il caro villaggio di Superia.
L'eroe, catturato, viene mandato in una prigione dell'Impero dove, grazie all'aiuto di alcuni prigionieri, ormai stanchi delle condizioni di vita e allo sfruttamento che subivano, riesce a liberarsi. Tra i detenuti, scopre trovarsi anche Rocko, il proprietario dell'Espresso Stellare che Stella cercava nel mondo degli umani. Successivamente, dopo la visita al mondo del Misericordioso, distrutto dai lampi viola che precedentemente avevano colpito l'Osservatorio, l'eroe decide di marciare contro la roccaforte dell'Impero di Dimun. Dopo aver battuto l'Imperatore, scopre che artefice della rinascita dell'impero demoniaco si cela Corvus, un Celestiale dato per disperso trecento anni fa. Corvus, caduto ferito nella città di Filavia, visse del tempo con gli umani e con una ragazza, Serena, della quale probabilmente si innamorò. A causa di una serie di eventi, Corvus fu catturato dall'Impero e credette che Serena lo avesse venduto: giurò quindi vendetta, prefiggendosi l'obiettivo di distruggere gli umani che per trecento lunghi anni avevano sfruttato i suoi poteri da Celestiale.
L'eroe, a questo punto si trova di fronte ad una scelta: continuare la sua vita da Celestiale nell'attesa che Corvus riesca a distruggere il mondo intero o mangiare un frutto di Yggrasil, perdere la sua natura di Celestiale (e nel tempo i suoi ricordi riguardo l'Osservatorium ed il mondo extraumano) e sconfiggere Corvus. L'eroe opta per la seconda opzione e si reca con l'Espresso Celeste nel mondo del Misericordioso, diventato la fortezza demoniaca di Corvus. Dopo lunghe battaglie contro feroci mostri ed i generali dell'Impero di Dimun, portati nuovamente in vita dalla magia nera di Corvus, finalmente l'eroe si trova faccia a faccia con il Celestiale caduto che, dopo essere stato sconfitto una volta ed aver visto morire lo stesso drago nero Barbarus sotto i colpi dell'eroe, decide di abbandonare egli stesso la natura di Celestiale per abbandonarsi completamente al potere delle tenebre.
A nulla servono gli sforzi dell'eroe, quando Corvus, ormai adirato per la sua sconfitta contro un umano, decide di distruggere con un solo unico colpo tutto il mondo degli umani. Solamente l'arrivo in extremis di Serena, sotto forma di fantasma, riuscirà a salvare la situazione, spiegando a Corvus che è da trecento lunghi anni che viaggia in lungo ed in largo per tutto il mondo per chiarire gli eventi che portarono alla sua prigionia. Il nemico quindi, si pente delle sue azioni e, insieme alla sua amata, svanisce, scusandosi per il male che ha fatto e stava per compiere a causa del suo malinteso.
Una volta finito il gioco, tramite una Quest secondaria, è possibile ottenere un nuovo frutto di Yggradsil: dopo averlo mangiato, l'eroe riottiene la capacità di vedere Stella, Rocko e l'Espresso Celestiale, come se fosse una sorta di mezzo uomo. Dragon Quest IX non ha una vera e propria fine: l'eroe è incaricato di difendere il mondo degli umani da qualsiasi tipo di minaccia per l'eternità, visto che i Celestiali sono ascesi al Regno del Misericordioso dopo la caduta di Corvus.

## Modalità di gioco
Dragon Quest IX è sotto diversi aspetti molto simile al suo predecessore, anche se aggiunge novità profondamente importanti per la serie. Mentre i combattimenti rimangono praticamente inalterati nella forma di combattimento a turni, le sostanziali differenze sono da riscontrarsi principalmente nel fatto che gli incontri non saranno più casuali, ma sarà possibile vedere i vari mostri su mappa, affrontarli o fuggirli più velocemente (è possibile in questo modo esplorare dungeon interi senza mai incappare in combattimenti).
Un altro aspetto importante del gioco è costituito dal fatto che il protagonista (l'eroe) può essere personalizzato liberamente e che, arrivati ad un certo punto del gioco, è possibile creare altri personaggi (dal nome fino alle apparenze fisiche) e inserirli nella squadra dell'eroe. In questo modo, però, la caratterizzazione dei restanti membri del party è praticamente pari a zero (come evidenziato da diverse recensioni, lo si è visto come un enorme difetto), oltre a quella dell'eroe che, come vuole la tradizione della serie, è muto. Introdotta inoltre la possibilità di cambiare ogni qual volta si voglia la classe di uno o più personaggi (inclusa quella dell'eroe) tramite le Vocazioni.
Ad aumentare la longevità del gioco in maniera decisiva intervegono inoltre due fattori: le missioni secondarie (quest) che, numerate e sparse in tutto il mondo, permettono di sbloccare nuove abilità, oggetti e posti da esplorare, ed il sistema dei Sotterranei (dungeon), generati semicasualmente dal DS, permettono di incontrare mostri e boss enormemente potenti e di ottenere oggetti rarissimi.

### Vocazioni
Il gioco, a differenza del predecessore, presente un sistema di classi (Job System), chiamate Vocazioni.

È possibile cambiare le vocazioni a qualsiasi membro del proprio party solo ad un certo punto del gioco, quando si acquisisce il primo frutto. Inizialmente, è possibile modificare la vocazione dei propri personaggi solo all'Abbazia Mutationis, ma più avanti nel gioco, tramite la magia Gran Carriera del Saggio si è in grado di farlo dove e quando si vuole.

Le vocazioni di base sono sei, ma è possibile sbloccarne tramite delle missioni altre sei, che possono essere viste come le naturali evoluzioni delle vocazioni standard. Ad ogni level up, si ottengono dei punti da distribuire a piacere tra le 5 caratteristiche di cui ogni vocazione dispone.
Aumentando i punti ad una determinata arma, il personaggio diventa più forte utilizzando quel particolare strumento ed acquisisce tecniche speciali da effettuare con esso. Quando si raggiunge il massimo di punti per un'arma (100 punti abilità) il membro del party può utilizzarla indipendentemente dalla vocazione a cui appartiene.

Diverse vocazioni utilizzano gli stessi tipi di armi (come il Guerriero ed il Mago, entrambi utilizzatori di coltelli), quindi nel passaggio di vocazione non si perderanno gli eventuali punti abilità assegnati ad una suddetta arma.
La Specialità di ogni vocazione è un insieme di aumento statistiche permanente o di abilità extra che è possibile ottenere solo con una determinata vocazione, ma che poi sbloccate si rendono disponibili per ogni vocazione di quel personaggio (ad esempio, beneficiando di un aumento di forza di 20 punti col guerriero, quando si vuole cambiarne la vocazione i punti bonus rimarranno inalterati).
Inoltre è possibile anche accumulare punti abilità con una vocazione per poi utilizzarli su un'altra vocazione dello stesso personaggio, in modo da velocizzarne la crescita.

### Modalità WiFi
Le diverse modalità che sfruttano la connessione WiFi senza fili del Nintendo DS sono tutte accessibili nella taverna di Stornland, parlando con le tre persone dietro ai banconi (escludendo la prima da sinistra, che ha la sola funzione di cambiare i membri del party).
Parlando con Nadine e selezionando l'opzione fai pubblicità alla locanda è possibile comunicare con gli altri giocatori e scambiare mappe dei dungeon con loro semplicemente chiudendo il DS ed aspettare che i dati siano scambiati tra le varie console automaticamente. Dopodiché, una volta effettuato lo scambio, per completarlo basta andare nella stanza della locanda situata a sinistra per incontrare gli eroi dei giocatori con cui il DS è entrato in contatto e prendere la loro mappa del tesoro (oltre che le info sulle statistiche di gioco delle persone stesse).
Tramite la terza persona al banco della locanda si è in grado di accedere al DSTS, attraverso il quale tramite una connessione ad un access point WiFi si ricevono ogni giorno nuove missioni, oggetti e talvolta anche dei personaggi dei vecchi Dragon Quest'che andranno ad alloggiare al piano superiore della locanda. Parlando con loro verrà donato al giocatore il vestito caratteristico del personaggio sbloccato (torso) oltre ad il proprio set completo di equipaggiamento soddisfacendo alcune condizioni particolari.
Riguardo agli oggetti che è possibile comprare tramite il DSTS, essi variano settimanalmente, tramite un sistema di "settimane" che viene aggiornato quotidianamente e che mette in vendita sette oggetti diversi ogni giorno, a quantità limitata. Una volta comprati, bisogna aspettare il giorno successivo per riscaricare una nuova lista di oggetti. Per ogni set settimanale ci sono tre oggetti rari difficilmente reperibili altrove. Va inoltre detto che non comprando gli oggetti essi scompariranno al prossimo aggiornamento della lista e che la merce esposta in vendita al DSTC è spesso introvabile nei normali negozi del gioco.
Parlando infine con il Celestiale appoggiato all'estremità destra del bancone, si accede alla modalità portale. Tramite essa, l'eroe di uno (o più giocatori; clienti) possono recarsi nel mondo di un altro giocatore che ha aperto il portale (host della partita). Una volta fatto ciò, l'hoster avrà il controllo del suo party, mentre l'eroe entrato in partita sarà gestito dal suo proprietario. È così possibile esplorare ogni singola parte del mondo di Dragon Quest IX in modalità multiplayer.
Cosa importante è che gli eroi ospitati non possono aprire gli scrigni rossi. Contrariamente, riescono a prendere il bottino dagli scrigni azzurri che spesso è differente da quello trovato dal medesimo scrigno dell'hoster (o di altri giocatori connessi). Gli scrigni azzurri danno una ed una sola ricompensa ad ogni giocatore collegato alla partita.